# جون بي.
جون بي. (بالإنجليزية: Jon B.)‏ هو مغن مؤلف ومنتج أسطوانات ومغني أمريكي، ولد في 11 نوفمبر 1974 في بروفيدنس في الولايات المتحدة.

## وصلات خارجية
- الموقع الرسمي
- جون باك على موقع IMDb (الإنجليزية)
- جون باك على موقع ميوزك برينز (الإنجليزية)
- جون باك على موقع أول ميوزيك (الإنجليزية)
- جون باك على موقع ديسكوغز (الإنجليزية)
- جون باك على موقع ديسكوغز (الإنجليزية)
- جون باك على موقع قاعدة بيانات الفيلم (الإنجليزية)